# Mage Knight (društvena igra)
Mage Knight je kooperativna društvena igra za jednog do četiri igrača iz 2011. godine.
Igrač počinje igru kao jedan od četiri moćna viteza u kojoj se istražuje i osvaja univerzum Atlantidskog carstva. Igrači prave svoju vojsku, istražuju oblasti i osvajaju gradove pod kontrolom nekada moćnog Atlantidskog carstva.
Igrači mogu da biraju između više scenarija gde svaki ima neki svoj cilj koji treba da se ispuni. Tablu kreiraju igrači koristeći pločice koje dobijaju. Svaki krakter ima špil od 16 karata koje koristi za akcije i kretanje. Igrači počinju sa izvlačenjem 5 karata iz špila, a sa povećavanjem levela igrača proporcionalno se i povećava broj karata za izvlačenje. Ciklusi igre se smenjuju po mehanici dan/noć. Kad neki igrač ostane bey karata na početku njegove ruke runda se završava i prelazi se u sledeći ciklus, odnosno dan. Igra se nastavlja sve dok ne prođe unapred određeni broj dana igre i ona se u tom trenutku završava.
Pobednik igre se određuje tako što se nakon određenog broja dana vidi koji je igrač ispunio unapred određeni cilj iz scenarija. 
Igra ima i nekoliko ekspanyija koje su izlazile u narednim godinama:
- Mage Knight Board Game: The Lost Legion  2012. godina
- Mage Knight Board Game: Krang Character 2013. godina
- Mage Knight Board Game: Shades of Tezla 2015. godina
- Mage Knight Board Game: Ultimate Edition 2018. godina[2]

## Spoljašnje veze
- BGG
- Društvene igre